# Антонио Пуерта
Антонио Пуерта (шп. Antonio Puerta, Севиља, 26. новембар 1984 — Севиља, 28. август 2007) је био шпански фудбалски репрезентативац, који је током своје кратке каријере наступао само за Севиљу. Углавном је играо на позицији левог везног, али се добро сналазио на позицији левог бека. Преминуо је 28. августа 2007. због аритмогене кардиомиопатије десне коморе, три дана након што је доживео клиничку смрт на првенственој утакмици са Хетафеом.
У дресу репрезентације Шпаније је забележио само један наступ, 7. октобра 2006. против Шведске. У игру је ушао у 52. минуту уместо фудбалера Депортива Жоана Капдевиле. Шпанија је у тој утакмици на гостовању поражена са 2:0 у оквиру квалификације за Европско првенство 2008.

## Трофеји
Севиља
- УЕФА куп (2): 2006. и 2007.
- УЕФА суперкуп (1): 2006.
- Куп краља (1): 2007.
- Суперкуп (1): 2007.